# Лижні перегони на зимових Олімпійських іграх 1992
Змагання з лижних перегонів на зимових Олімпійських іграх 1992 тривали з 9 до 22 лютого на лижному курорті Ле Сезі приблизно за 40 км від Альбервіля.

## Зміни в програмі
Порівняно з попередніми Олімпійськими іграми замість перегонів на 15 км серед чоловіків і 10 км серед жінок провели перегони переслідування на відповідну дистанцію. У жінок дистанцію 20 км замінили на 30 км.

## Чемпіони та призери

### Таблиця медалей
| Місце               | Країна                  | Золото | Срібло | Бронза | Загалом |
| ------------------- | ----------------------- | ------ | ------ | ------ | ------- |
| 1                   | Норвегія (NOR)          | 5      | 3      | 1      | 9       |
| 2                   | Об'єднана команда (EUN) | 3      | 2      | 4      | 9       |
| 3                   | Італія (ITA)            | 1      | 4      | 3      | 8       |
| 4                   | Фінляндія (FIN)         | 1      | 1      | 1      | 3       |
| 5                   | Швеція (SWE)            | 0      | 0      | 1      | 1       |
| Загалом (5 збірних) | Загалом (5 збірних)     | 10     | 10     | 10     | 30      |

### Чоловіки
| Дисципліна                          | Золото                                                                 | Золото    | Срібло                                                                       | Срібло    | Бронза                                                                   | Бронза    |
| ----------------------------------- | ---------------------------------------------------------------------- | --------- | ---------------------------------------------------------------------------- | --------- | ------------------------------------------------------------------------ | --------- |
| 10 км класичним стилем              | Веґард Ульванґ · Норвегія                                              | 27:36.0   | Марко Альбарелло · Італія                                                    | 27:55.2   | Крістер Майбек · Швеція                                                  | 27:56.4   |
| 15 км переслідування вільним стилем | Б'єрн Делі · Норвегія                                                  | 1:05:37.9 | Веґард Ульванґ · Норвегія                                                    | 1:06:31.3 | Джорджо Ванцетта · Італія                                                | 1:06:32.3 |
| 30 км класичним стилем              | Веґард Ульванґ · Норвегія                                              | 1:22:27.8 | Б'єрн Делі · Норвегія                                                        | 1:23:14.0 | Тер'є Ланґлі · Норвегія                                                  | 1:23:42.5 |
| 50 км вільним стилем                | Б'єрн Делі · Норвегія                                                  | 2:03:41.5 | Мауріліо де Цольт · Італія                                                   | 2:04:39.1 | Джорджо Ванцетта · Італія                                                | 2:06:42.1 |
| естафета 4×10 км                    | Норвегія (NOR) Тер'є Ланґлі Веґард Ульванґ Крістен Шельдаль Б'єрн Делі | 1:39:26.0 | Італія (ITA) Джузеппе Пуліє Марко Альбарелло Джорджо Ванцетта Сільвіо Фаунер | 1:40:52.7 | Фінляндія (FIN) Міка Куусісто Харрі Кірвесньємі Ярі Рясянен Ярі Ісомется | 1:41:22.9 |

### Жінки
| Дисципліна                          | Золото                                                                              | Золото    | Срібло                                                                             | Срібло    | Бронза                                                                           | Бронза    |
| ----------------------------------- | ----------------------------------------------------------------------------------- | --------- | ---------------------------------------------------------------------------------- | --------- | -------------------------------------------------------------------------------- | --------- |
| 5 км класичним стилем               | Мар'ют Лурріканен · Фінляндія                                                       | 14:13.8   | Любов Єгорова · Об'єднана команда                                                  | 14:14.7   | Олена В'яльбе · Об'єднана команда                                                | 14:22.7   |
| 10 км переслідування вільним стилем | Любов Єгорова · Об'єднана команда                                                   | 40:08.4   | Стефанія Бельмондо · Італія                                                        | 40:44.0   | Олена В'яльбе · Об'єднана команда                                                | 40:52.7   |
| 15 км класичним стилем              | Любов Єгорова · Об'єднана команда                                                   | 42:20.8   | Мар'ют Лурріканен · Фінляндія                                                      | 43:29.9   | Олена В'яльбе · Об'єднана команда                                                | 43:42.3   |
| 30 км вільним стилем                | Стефанія Бельмондо · Італія                                                         | 1:22:30.1 | Любов Єгорова · Об'єднана команда                                                  | 1:22:52.0 | Олена В'яльбе · Об'єднана команда                                                | 1:24:13.9 |
| естафета 4×5 км                     | Об'єднана команда (EUN) Олена В'яльбе Раїса Сметаніна Лариса Лазутіна Любов Єгорова | 59:34.8   | Норвегія (NOR) Сульвай Педерсен Інґер Гелене Нюбротен Труде Дюбендаль Елін Нільсен | 59:56.4   | Італія (ITA) Біче Ванцетта Мануела Ді Чента Габріелла Перуцці Стефанія Бельмондо | 1:00:25.9 |

### Країни-учасниці
У змаганнях з лижних перегонів на Олімпійських іграх в Альбервілі взяли участь спортсмени 40-ка країн.
- Аргентина
- Австралія
- Австрія
- Болгарія
- Канада
- Китай
- Хорватія
- Чехословаччина
- Данія
- Естонія
- Фінляндія
- Франція
- Німеччина
- Велика Британія
- Греція
- Гондурас
- Угорщина
- Ісландія
- Італія
- Японія
- Латвія
- Ліхтенштейн
- Литва
- Мексика
- Монголія
- Марокко
- КНДР
- Норвегія
- Польща
- Румунія
- Сан-Марино
- Словенія
- Південна Корея
- Іспанія
- Швеція
- Швейцарія
- Туреччина
- Об'єднана команда
- США
- Югославія